# Arrondissement Strasbourg-Campagne
Das Arrondissement Strasbourg-Campagne war ein Verwaltungsbezirk im Département Bas-Rhin in der Region Elsass in Frankreich mit zuletzt 284.815 Einwohnern (Stand 1. Januar 2012) auf einer Fläche von 684 Quadratkilometern. Der Verwaltungssitz (französisch chef-lieu) des Arrondissements war Straßburg.

## Geschichte
Am 4. März 1790 mit der Gründung des Départements Bas-Rhin gehörte das Gebiet zum „Distrikt Strasbourg“. Mit der Gründung der Arrondissements entstand am 17. Februar 1800 das Arrondissement Strasbourg, das im Wesentlichen den Distrikt ersetzte. Seit 18. Mai 1871 gehörte das Gebiet als Landkreis Straßburg im Bezirk Unterelsass zum Reichsland Elsass-Lothringen. Der Kreis umfasste damals 561 Quadratkilometer und hatte (1885) 79.521 Einwohner. Im Zuge der Wiedereingliederung des Elsass nach Frankreich am 28. Juni 1919 (Vertrag von Versailles) wurde das Gebiet als Arrondissement Strasbourg-Campagne neu zugeschnitten.
Am 1. Januar 2015 wurde das Arrondissement aufgelöst und die Gemeinden auf die Arrondissements Strasbourg, Haguenau-Wissembourg, Molsheim und Saverne aufgeteilt.

## Geografie
Das Arrondissement grenzte im Norden an das Arrondissement Haguenau, im Osten an Deutschland mit dem Ortenaukreis (Baden-Württemberg) sowie, dieses umkreisend, das Arrondissement Strasbourg-Ville, im Süden an das Arrondissement Sélestat-Erstein und im Westen an die Arrondissements Molsheim und Saverne.

## Wahlkreise

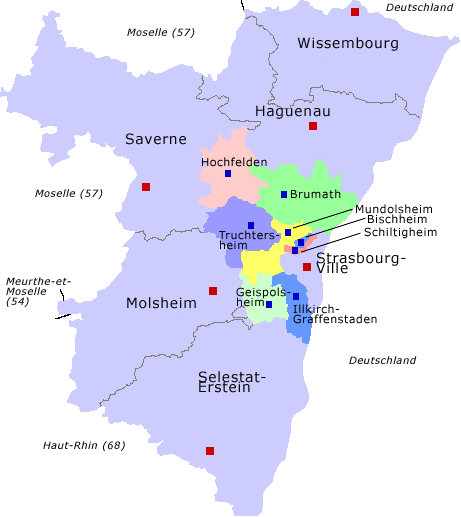
Karte des Arrondissements Strasbourg-Campagne und Lage im Département Bas-Rhin

Im Arrondissement lagen acht Wahlkreise (Kantone):
- Kanton Bischheim
- Kanton Brumath
- Kanton Geispolsheim
- Kanton Hochfelden
- Kanton Illkirch-Graffenstaden
- Kanton Mundolsheim
- Kanton Schiltigheim
- Kanton Truchtersheim

## Einwohnerzahlen der größeren Gemeinden am 1.Januar 2012 und Verbleib ab dem 1.Januar 2015
Zum Arrondissement gehörten insgesamt 104 Gemeinden, darunter die folgenden Städte und Gemeinden mit mehr als 5000 Einwohnern:
| Gemeinde               | Einwohner 2012 | Arrondissement ab 2015 | Kanton ab 2015         |
| ---------------------- | -------------- | ---------------------- | ---------------------- |
| Schiltigheim           | 31.691         | Strasbourg             | Schiltigheim           |
| Illkirch-Graffenstaden | 26.379         | Strasbourg             | Illkirch-Graffenstaden |
| Bischheim              | 17.491         | Strasbourg             | Schiltigheim           |
| Lingolsheim            | 16.941         | Strasbourg             | Lingolsheim            |
| Ostwald                | 11.682         | Strasbourg             | Illkirch-Graffenstaden |
| Hœnheim                | 11.031         | Strasbourg             | Hœnheim                |
| Brumath                | 10.072         | Haguenau-Wissembourg   | Brumath                |
| Souffelweyersheim      | 7.549          | Strasbourg             | Hœnheim                |
| Geispolsheim           | 7.124          | Strasbourg             | Lingolsheim            |
| Eckbolsheim            | 6.619          | Strasbourg             | Hœnheim                |
| La Wantzenau           | 5.773          | Strasbourg             | Brumath                |
| Vendenheim             | 5.548          | Haguenau-Wissembourg   | Brumath                |
| Fegersheim             | 5.443          | Strasbourg             | Lingolsheim            |